# Bedellia
Bedellia (лат.) — род молевидных чешуекрылых из надсемейства Yponomeutoidea. Единственный род семейства Bedelliidae, в который включают около 20 видов.

## Описание
Мелкие узкокрылые моли (размах крыльев от 8 до 11 мм), как правило, коричневого цвета. Голова относительно большая с пучком волос прямо на лбу. Усики длинные, почти такие же, как передние крылья. Ноги имаго длинные и стройные. Личинки выделяются наличием необычно длинных ног.
Встречаются на различных растениях, в том числе: сладкий картофель (батат, ипомея), баклажан (Solanum melongena), просо (Panicum sр.).
Космополитный вид Bedellia somnulentella развивается на растениях семейства Вьюнковые (Convolvulaceae).

## Виды
Около 20 видов. Ранее включались в семейство Lyonetiidae, ныне выделяются в самостоятельное семейство Bedelliidae Stainton, 1849.
| Научное название                      | Синонимы          | Кормовые растения гусениц                                                                             |
| ------------------------------------- | ----------------- | --- |
| Bedellia annuligera                   |                   | Convolvulus arvensis, Solanum melongena                                                               |
| Bedellia autoconis                    |                   | Ipomoea batatas                                                                                       |
| Bedellia boehmeriella                 |                   | Boehmeria grandis                                                                                     |
| Bedellia ehikella (Szöcs, 1967)       |                   | |
| Bedellia enthrypta                    |                   | Porana paniculata                                                                                     |
| Bedellia minor                        |                   | Ipomoea                                                                                               |
| Bedellia oplismeniella                |                   | Oplismenus compositus, Panicum torridum                                                               |
| Bedellia orchilella                   |                   | Ipomoea batatas, Solanum melongena                                                                    |
| Bedellia psamminella                  |                   | |
| Bedellia silvicolella Klimesch, 1968  |                   | |
| Bedellia somnulentella (Zeller, 1847) | Bedellia ipomoeae | Betula papyrifera, Calystegia sepium, Convolvulus, Ipomoea, Salix, Sisymbrium irio, Solanum melongena |
| Bedellia struthionella                |                   | Panicum torridum                                                                                      |
| Bedellia terenodes                    |                   | Ipomoea                                                                                               |